# Waco CG-13
«Вако» CG-13 (англ. Waco CG-13) — американський військово-транспортний планер часів Другої світової війни. Планер CG-13A був розроблений у 1942 році. Основою при його проектуванні послужив десантний планер CG-4, який випускався серійно. Основною вимогою до нового планеру була можливість перевезення 42 десантників або аналогічного за вагою вантажу, в результаті чого конструкція зазнала значних змін.
У березні 1943 року відбувся перший політ прототипу планера. Замовлення на будівництво першої партії CG-13A надійшло в 1943 році і до кінця війни було зібрано 132 примірники.

## Зміст
Військовий планер Waco CG-13 був розроблений на замовлення військового департаменту США як великий транспортний планер. У розробці перших проектів було запропоновано 5 зразків, конкурс виграла модифікація XCG-13 на основі середнього планера CG-4, яку підготувала компанія Waco Aircraft Company з Троя, Огайо.
Перший політ прототипу відбувся 10 березня 1943 року, після чого його затвердила приймальна комісія й виробництво планера було розміщено на двох авіаційних заводах: Ford Motor Company у Кінгсфорді, Мічиган та Northwestern Aeronautical у Сент-Полі, Міннесота.
CG-13A міг підняти у повітря 4 600 кг корисного навантаження (планувалось брати на борт 30-42 озброєних десантники, або 105-мм гаубиця M2, або вантажний автомобіль). Планер міг літати з швидкістю до 127 км/год після відчеплення від літака-буксирувальника.
Планери CG-13 практично не застосовувались у бойових операціях, їх використовували тільки для перекидання військ і вантажів в Англії та Франції.